# Guildo Horn
Guildo Horn, geboren als Horst Köhler (Trier, 15 februari 1963) is een bekende Duitse schlagerzanger. Hij is buiten Duitsland het bekendst om zijn spectaculaire optreden op het Eurovisiesongfestival van 1998. Guildo Horn is getrouwd en sinds 1995 vader van een zoon.

## Artistieke carrière
Guildo Horn begon pas op zijn 29e op te treden als schlagerzanger. Hij is in Duitsland zeer succesvol en werd dit met name met zijn groep Guildo Horn und die Orthopädischen Strümpfe, letterlijk vertaald Guildo Horn en de Steunkousen. De optredens van Horn en zijn Strümpfe zijn altijd spectaculair en bevatten veel wisselwerking met het publiek. Ze treden op in de uitzinnigste kostuums. Als deel van het repertoire brengen ze onder andere Duitstalige persiflages op internationale hits.
Horn is niet alleen zanger, maar staat ook bekend om zijn optredens in het theater in operettes, musicals en toneelstukken. Tevens acteerde hij in films en had hij zijn eigen televisieshow "Guildo und seine Gäste", op de Duitse regionale publieke televisiezender SWR. Internationaal raakte hij bekend door zijn deelname aan het Eurovisiesongfestival in 1998.

## Eurovisiesongfestival 1998
Horn trad in 1998 op het festival op met het door Stefan Raab geschreven liedje Guildo hat euch lieb. Horn bracht het volledig in de Duitse taal gezongen nummer met veel energie en spektakel. Eurovisieminnend Europa wist het lied te waarderen en het scoorde in de eindrangschikking dan ook met 86 punten een 7e plaats. Ook kreeg hij van drie landen waaronder Nederland zelfs de maximale 12 punten. In Nederland kende men hem na het festival de zogenaamde Barbara Dex Award toe, een "prijs" voor de slechtst geklede artiest van het songfestival.

## Discografie - albums
- 1992: Rückkehr nach Mendocino
- 1995: Sternstunden der Zärtlichkeit
- 1997: Danke!
- 1999: Schön!
- 2002: Der König der Möwen
- 2003: Guildo Horn featuring Pomp & Brass
- 2005: Essential
- 2005: Die Rocky Horny Weihnachtsshow
- 2008: Erhebet die Herzen
- 2010: 20 Jahre Zärtlichkeit
- 2012: Weihnachtsfestival der Liebe, maxi-CD

## Trivia
- Guildo Horn staat bekend om zijn voorliefde voor de zoetigheid nussecke. Hij bracht soms door zijn moeder gebakken nussecke mee naar zijn concerten om ze onder zijn fans te verdelen. Hij zong er ook over in zijn songfestivallied, in de zin "Nussecken und Himbeereis".
- Horn was officiële ondersteuner van de actie  "EinszuEins" van de organisatie LSVD, die zich voor de rechten van homo's en lesbiennes inzet.
- Hij behoorde samen met de Olympische kampioen in het trampolineturnen Anna Dogonadze tot het team van WK-ambassadeurs van de deelstaat Rheinland-Pfaltz voor het wereldkampioenschap voetbal 2006 in Duitsland.
- Horn heeft ooit zijn geboortejaar bij wijze van grap tien jaar "naar voren verplaatst" en de legende de wereld ingestuurd als zou hij niet in 1963, maar in 1953 zijn geboren. Hij is echter wel degelijk in 1963 geboren.

1956: Freddy Quinn + Walter Andreas Schwarz · 
1957: Margot Hielscher · 
1958: Margot Hielscher · 
1959: Alice & Ellen Kessler · 
1960: Wyn Hoop · 
1961: Lale Andersen · 
1962: Conny Froboess · 
1963: Heidi Brühl · 
1964: Nora Nova · 
1965: Ulla Wiesner · 
1966: Margot Eskens · 
1967: Inge Brück · 
1968: Wenche Myhre · 
1969: Siw Malmkvist · 
1970: Katja Ebstein · 
1971: Katja Ebstein · 
1972: Mary Roos · 
1973: Gitte · 
1974: Cindy & Bert · 
1975: Joy Fleming · 
1976: Les Humphries Singers · 
1977: Silver Convention · 
1978: Ireen Sheer · 
1979: Dschinghis Khan · 
1980: Katja Ebstein · 
1981: Lena Valaitis · 
1982: Nicole · 
1983: Hoffmann & Hoffmann · 
1984: Mary Roos · 
1985: Wind · 
1986: Ingrid Peters · 
1987: Wind · 
1988: Maxi & Chris Garden · 
1989: Nino de Angelo · 
1990: Chris Kempers & Daniel Kovac · 
1991: Atlantis 2000 · 
1992: Wind · 
1993: Münchener Freiheit · 
1994: Mekado · 
1995: Stone & Stone · 
1997: Bianca Shomburg · 
1998: Guildo Horn & Die Orthopädischen Strümpfe · 
1999: Sürpriz · 
2000: Stefan Raab · 
2001: Michelle · 
2002: Corinna May · 
2003: Lou · 
2004: Max · 
2005: Gracia · 
2006: Texas Lightning · 
2007: Roger Cicero · 
2008: No Angels · 
2009: Alex Swings Oscar Sings · 
2010: Lena Meyer-Landrut · 
2011: Lena Meyer-Landrut · 
2012: Roman Lob · 
2013: Cascada · 
2014: Elaiza · 
2015: Ann Sophie · 
2016: Jamie-Lee Kriewitz · 
2017: Levina · 
2018: Michael Schulte · 
2019: S!sters · 
2021: Jendrik Sigwart · 
2022: Malik Harris · 
2023: Lord of the Lost · 
2024: Isaak · 
2025: Abor & Tynna
- Gemeinsame Normdatei: 120098709
- International Standard Name Identifier: 0000 0000 7863 870X
- Library of Congress Control Number: no2009061734
- MusicBrainz: 07d4813c-ae61-46b2-894e-a6ff2ab1c955
- Virtual International Authority File: 86385424
- WorldCat: E39PBJv8D6kkhbh47HxtC6Dcyd